# 高森藩
高森藩（たかもりはん）は、越前国丹生郡高森村（現在の福井県越前市高森町）に陣屋を置いて、江戸時代中期に短期間存在した藩。1697年、紀州徳川家の松平頼職（後の徳川頼職）に3万石の領知が与えられて成立。同時に成立した頼職の弟・頼方（のちの8代将軍徳川吉宗）の葛野藩と同様に、紀州藩から派遣された少数の家臣によって領知の管理が行われており、当時は地元で「紀州領」と認識されていた。頼職が紀州藩を継いだあと、本庄松平家が入ったが、1711年に無嗣断絶となった。
丹生藩（にうはん）とも呼ばれる。

## 歴史

### 高森松平家領
元禄10年（1697年）4月11日、5代将軍徳川綱吉が紀州藩邸を訪問した際、紀州藩2代藩主徳川光貞の三男・松平頼職（18歳。後の紀州藩4代藩主徳川頼職）と、四男・松平頼方（14歳。後の8代将軍徳川吉宗）にそれぞれ越前国内で3万石ずつが与えられ、大名として取り立てられた。
兄の頼職に与えられたのは丹生郡内63か村、弟の頼方に与えられたのは丹生郡・坂井郡内45か村（葛野藩）である。頼職・頼方に与えられた領知を検分するため、紀州藩から神谷与一右衛門（頼職から代官に任命された人物）と大畑才蔵が派遣され、両名は丹生郡笹谷村（現在の福井市笹谷町）と北山村（現在の越前市北山町）を拠点として、7月から8月にかけて巡見を行った。その報告に基づき、7月から8月にかけて巡察を行い、頼職領の陣屋（高森役所）は丹生郡高森村に置くことが決定された。
宝永元年（1704年）に藩は樫津組組頭の田中甚助に下河原村の土屋野で新田開発を請け負わせているが、資金難や廃藩により失敗している。
宝永2年（1705年）5月、頼職の兄で紀州藩3代藩主の徳川綱教が嗣子なく死去した。このため、弟である頼職が跡を継ぐこととなり、6月に相続が認められた。これにより高森藩は一旦廃藩となり、収公されている。なお、頼職は同年9月に死去し、弟の頼方が紀州藩を継いだために10月に葛野藩も廃藩となって領知は収公された。

### 本庄松平家領
宝永2年（1705年）10月4日、遠州浜松藩主松平資俊の次男の松平宗長に、旧高森藩領のうち2万石が与えられ、高森陣屋を引き継いだ。資俊は徳川綱吉の母である桂昌院の甥であり、宗長が新封2万石を与えられたのは同年6月に没した桂昌院の遺言によるという。
松平頼職領時代（3万石）と松平宗長領（2万石）の差の1万石について、『角川日本地名大辞典』は頼方に与えられて葛野藩は4万石に加増されたとするが、『福井県史』によれば幕府領のままであり、葛野藩廃藩後に幕府葛野陣屋の管轄下に入ったとされている。
宗長は定府大名で領知に一度も赴くことなく、代官を派遣して藩領を治めた。宝永6年（1709年）11月に死去したため、弟の松平宗胡（6歳）を養子に立てて跡を継がせたが、宗胡も正徳元年（1711年）11月に死去したため、高森藩は無嗣断絶となった。

### 後史
旧高森藩領は幕府領となり、高森陣屋はそのまま近隣幕府領の管理拠点となった。享保5年（1720年）、越前国内の幕府領を福井藩預所とした際に、高森代官美濃部勘右衛門は福井藩に約4万4800石の管理を引き継ぎ、陣屋は廃止された。

## 政治
松平頼職の高森藩で支配にたずさわった家臣は合計14人（宿老2人、代官1人、郡奉行2人、勘定役3人、地方手代7人、奉行組1人、出入同心9人、医師1人、勝手役2人）であった。葛野藩も同数である。郷村支配のあり方や年貢の収納方法については幕府領時代のものを踏襲したとみられ、高森藩では知行地63か村を北山組・平井組・樫津組の3つの組に分けて各組に組頭（大庄屋）を置いた。樫津村の田中甚助は29か村の組頭を務め、家伝文書（田中甚助家文書）が知られている。

## 領地

### 分布
松平頼職の領地は以下の通り。
- 越前国
  - 丹生郡のうち - 63か村
    - 宇須尾村、末野大谷村、中山村、勾当原村、糠石村、黒川村、高佐村、道口村、厨村、茂原村、下河原村、熊谷村、小曽原村、八田新保村、八田村、北山村、上野村、野村、寺村、蝉口村、開発村、乙坂村、気比庄村、持明寺村、小泉村、下大倉村、吉田村、田村、平井村、当田村、有定村、熊田村、鳥井村、下司村、上氏家村、下氏家村、二町掛村、冬島村、和田村、下野田村、上野田村、余田村、本保村、片屋村、上太田村、高森村、上四目村、下四目村、下大虫村、三俣村、上大虫村、横根村、丹生郷村、山干飯杉本村、都部村、中野村、千合谷村、居倉北山村、平等村、樫津村、市村、真木村、四杉村

## 歴代藩主

### 高森松平家
3万石 親藩（御連枝）
1. 頼職（よりもと）従四位下。左近衛権少将。

### 本庄松平家
2万石 譜代
1. 宗長（むねなが）
2. 宗胡（むねひさ）